# Protodejeania echinata
Protodejeania echinata là một loài ruồi trong họ Tachinidae.